# Oerlikon Contraves
Pour les articles homonymes, voir Oerlikon.
Oerlikon Contraves est une entreprise suisse spécialisée dans la défense antiaérienne, filiale de l'entreprise allemande Rheinmetall, sous le nom de Rheinmetall Air Defence. 
Elle est notamment connue pour la production de son canon de 20 mm Oerlikon développé en 1914, utilisé durant la Première et Seconde Guerre mondiale et qui est toujours en service de nos jours et de son Oerlikon 35 mm conçue dans les années 1950 et toujours produit. 

## Historique
À l'origine cette usine a été fondée en 1876 par Peter Emil Huber-Werdmüller sous le nom exact de Maschinenfabrik Oerlikon. Elle était basée dans la banlieue d'Oerlikon et spécialisée alors uniquement dans la fabrication de machines-outils mais aussi de tramways et de dynamos, alternateurs et moteurs électriques. Charles Eugene Lancelot Brown (en) et Walter Boveri y ont travaillé avant de prendre leur indépendance en fondant leur propre société en 1891, la Brown, Boveri & Cie.
Postérieurement, le jeune Allemand Emil Georg Bührle, travaillant chez Magdeburg Werkzeugmaschinenfabrik, est envoyé en Suisse au début des années 1920 pour réarmer clandestinement de l'extérieur l'Allemagne désarmée par le traité de Versailles. Il s'installe à Oerlikon et développe le secteur armement de la Werkzeugen-Maschinenfabrik Oerlikon (en français : fabrique suisse de machines-outils Oerlikon).
En 1929, il rachète la moitié des parts de l'entreprise puis se l'approprie entièrement en 1937. Elle est transformée en société holding sous la dénomination de Société de gestion de la Fabrique de Machines-Outils Oerlikon qui devient en 1964 Oerlikon-Bührle Holding.
Avec l'arrivée de E. G. Bührle, le succès de l'entreprise est époustouflant avec des livraisons de canons aussi bien au nationaliste Tchang Kaï-chek, de l'Armée rouge, en Éthiopie à Haïlé Sélassié Ier et même Mussolini. En 1940, la surface de l'usine a triplé et le personnel est dix fois plus nombreux.
Après la Seconde Guerre mondiale, la législation suisse se durcit pour les exportations d'armes ; pour la contourner, Emil Georg Bührle fonde une filiale à Milan, Oerlikon-Italiana. En 1956, son fils Dieter lui succède à la tête de l'entreprise. Dans les années 1960, elle participe au programme des premiers satellites artificiels européens (ESRO 1). En 1970, l'entreprise rachète certaines usines de la société genevoise Hispano-Suiza. Dès la fin des années 1960, le marché de l'armement devenant difficile, Oerlikon-Bührle se restructure pour réduire la part militaire du groupe. En 1965, elle détient la majorité du capital de la fabrique d'avions Pilatus à Stans et reprend dès 1977 le fabricant de chaussure suisse C. F. Bally.
En 1978, elle rachète la fabrique suisse de camion et de bus FBW, société fondée en 1918 par Franz Brozincevic à Wetzikon.
En 1980, à son apogée le groupe emploi 37 000 salariés. Dès 1981, le chiffre d'affaires de la holding diminue, surtout à cause de la division armement ; elle doit réduire ses dividendes et son personnel. En 1984, elle ferme sa filiale, Hispano-Oerlikon et en 1987, elle vend sa filiale allemande Oerlikon-Boehringer.
En 1990, le groupe va se restructurer et se concentrer sur le secteur technologique, biens de consommation et services. La division Contraves et le secteur Produits militaires sont réunis dans Oerlikon-Contraves et sous la pression des banques, Dieter Bührle, principal actionnaire doit se retirer.
En 1994, Oerlikon-Bührle reprend Leybold GmbH (en), une société dans la technologie du vide et la fusionne avec Balzers pour former Balzers & Leybold, en l'incorporant à Balzers le leader de la technologie de couches minces.
En 1999, le groupe se sépare de Oerlikon Contraves Defence en la vendant à Rheinmetall DeTec (aujourd'hui Rheinmetall Air Defence AG). Le fabricant de chaussures Bally est revendu au groupe américain Texas Pacific Group.
Le secteur de l'aérospatiale devient indépendant sous le nom Contraves Space. Le groupe cède également ses activités dans l'immobilier.
En janvier 2000, le groupe Oerlikon-Bührle se renomme Unaxis, puis en septembre 2006 en OC Oerlikon. Au même moment, Contraves Space devient Oerlikon Space qui en 2009 sera repris par RUAG qui renommera la société en RUAG Space.

## Systèmes d'armes
- ADATS
- Oerlikon Skyshield
- Oerlikon Skyranger
- Oerlikon 35 mm
- LLM01 (en)
- Missile RSA (en)
- RSD 58 (en)
- RSE Kriens (en)
- Roquettes SNORA et SURA-D (en)
- Mosquito (en)
- Oerlikon Millennium